# Ejigayehu Shibabaw
Ejigayehu „Gigi“ Shibabaw (* 21. Oktober 1974 in Chagni, Äthiopien) ist eine äthiopische Sängerin. Sie ist verheiratet mit dem Bassisten und Produzenten Bill Laswell.

## Karriere
Gigis Ursprünge liegen in Chagni, im Nordwesten von Äthiopien, wo sie als fünftes von acht Kindern geboren wurde und aufwuchs. Ihre Liebe zur Musik von Aster Aweke begründete schon früh ihren Wunsch, selbst Sängerin zu werden. Als sie sich 1991 ganz auf die Musik konzentrieren wollte, kam es zum Streit mit ihrer Familie und sie floh nach Kenia. Nach Konzerten mit ihrer eigenen Band in Nairobi kehrte sie 1996 vorübergehend zu ihrer Familie nach Addis Ababa zurück, bevor sie 1998 nach ersten Aufnahmen und Konzerten in Frankreich wie ihr Vorbild Aster Aweke nach Kalifornien übersiedelte.
Nach zwei eher traditionellen Alben gelang ihr dort 2001 mit Gigi der Durchbruch zu größerer Bekanntheit. Produziert wurde das Album von Chris Blackwell, dem Gründer von Island Records sowie ihrem späteren Ehemann Bill Laswell. Mit Gigi gelang auf eindrucksvolle Weise, die traditionellen Wurzeln der Sängerin mit dem Jazz-Sound der Studiogäste wie Herbie Hancock, Wayne Shorter, David Gilmore und Pharoah Sanders zu verschmelzen, was in ihrer Heimat allerdings eine Kontroverse auslöste. Ein weiterer Grund für Kritik war das Lied Adwa, ein Klagelied für die siegreich gefallenen Soldaten der entscheidenden Schlacht im ersten Italo-äthiopischen Krieg 1896. Traditionell werden solche Lieder in Äthiopien nur von Männern gesungen.
2003 folgte Laswells Dub-Remix des Albums namens Illuminated Audio. Im selben Jahr erschien auch Zion Roots unter dem Bandnamen Abyssinia Infinite mit Familienangehörigen Gigis sowie Bill Laswell an Gitarre und Keyboards. Das Album war eine akustische Rückkehr zur Folklore Äthiopiens und verwendete auch verschiedene Instrumente aus ihrer Heimat.
2005 wirkte Gigi als Sängerin am Film Jenseits aller Grenzen mit Angelina Jolie mit, außerdem sang sie mit Maura Davies das Duett Running From The Light für das Album Enter The Chicken des experimentellen Gitarristen Buckethead ein. Dieser revanchierte sich im Folgejahr durch Beteiligungen an ihrem Album Gold & Wax, auf dem u. a. auch Bernie Worrell und Robert Musso vertreten sind. Stilistisch ist das Album eine Fortsetzung von Gigi.
2010 beteiligte sie sich an Mesgana Ethiopia von Material und 2011 an Rise Again von Lee Perry.

## Diskografie
- Tsehay (1997)
- One Ethiopia (1998) produziert von Dereje Mekonnen
- Gigi (Guramayle) (2001)
- Illuminated Audio (2003)
- Abyssinia Infinite: Zion Roots (2003)
- Gold & Wax (2006)

### Beteiligungen
- Future 2 Future (2001) von Herbie Hancock
- Realize (2001) von Karsh Kale
- Radioaxiom (2001) von Bill Laswell und Jah Wobble
- Live at Stern Grove (2002) von Tabla Beat Science
- Sacred System: Dub Chamber 4 (Book of Exit) (2003) von Bill Laswell
- Enter The Chicken (2005) von Buckethead
- Putumayo Presents: One World, Many Cultures (2006) (Kompilation)
- Lightyears (2007) von Shin Terai
- Mesgana Ethiopia (2010) von Material
- Rise Again (2011) von Lee Perry